# Devy Erlih
Devy Erlih, né le 5 novembre 1928 à Paris, où il est mort le 7 février 2012, est un violoniste et professeur français.

## Biographie
Devy Erlih a obtenu en 1945 le 1er prix de violon au Conservatoire de Paris dans la classe de Jules Boucherit. Il commence une carrière de soliste. Il est lauréat du premier grand prix de l'édition 1955 du concours international Marguerite-Long-Jacques-Thibaud. En 1968, il devient professeur au conservatoire de Marseille. En 1973, il fonde les Solistes de Marseille. En 1977, il dirige le Centre Provençal de Musique de Chambre de Marseille.
Il est professeur au Conservatoire national supérieur de musique de Paris de 1982 à 1995.
Il a aussi composé : Violostries (1964, avec Bernard Parmegiani), la Robe de plumes (ballet, 1965). Il a écrit des cadences pour les concertos de Mozart et Beethoven.
Il a créé des œuvres de Jorge Antuñes, André Casanova (Sinfonia concertante, 1965), Charles Chaynes (Concerto pour violon, 1961), Marius Constant (Le Temps, 1962), André Jolivet (Suite rhapsodique, 1966, Sonate pour violon et piano, 1989), Paul Le Flem (Concertstück, pour violon et orchestre, 1965), Édith Lejet (Monodrame, pour violon et orchestre, 1969), Raymond Loucheur (Concerto pour violon, 1965), Darius Milhaud (Concerto pour violon no 2, 1959), Henri Sauguet (Concerto pour violon, 1965), Henri Tomasi (Concerto pour violon, 1964), Philippe Fénelon (Saturne, Concerto n°1 pour violon et orchestre, 1988).
Il fréquente avec une égale aisance Darius Milhaud, Marius Constant, Bruno Maderna, Maurice Jarre et André Jolivet dont il a épousé la fille Christine.
Il meurt le 7 février 2012 renversé par un poids-lourd alors qu'il se rend à l'École normale de musique de Paris, pour y assurer ses cours.